# Karol Musioł
Karol Musioł est un physicien polonais né le 30 septembre 1944 à Beuthen (Haute-Silésie), recteur (2005-2012) de l'université Jagellonne de Cracovie.

## Biographie
Karol Musioł a fait ses études à la faculté des sciences (mathématiques, physique, chimie) de l'université Jagellonne, conclues par un doctorat de physique en 1975 et une habilitation en 1987.
Il est professeur extraordinaire à l'Université Jagellonne depuis 1992, professeur titulaire depuis 1997.
Après avoir été vice-doyen (1992), puis doyen de la faculté des sciences et vice-recteur de l'université à compter de 1999, il devient recteur en 2005 et est réélu en 2008 pour un second mandat s'achevant en 2012.
Il exerce plusieurs responsabilités au niveau polonais (notamment au sein de la conférence des recteurs des universités polonaises, KRUP) ou européen. Il est un des membres fondateurs du réseau universitaire européen Atomium Culture (en), créé avec Valéry Giscard d’Estaing, Michelangelo Baracchi Bonvicini (en) et le soutien de personnalités comme Jerzy Buzek.

## Recherches
Spécialiste de physique nucléaire, il travaille au département de photonique de l'Institut de physique, où il est spécialisé dans la recherche sur la spectroscopie atomique et ionique et l'utilisation des lasers dans le diagnostic du plasma, ainsi que dans l'optique non linéaire. 

## Distinctions
Karol Musioł  est docteur honoris causa de plusieurs universités, notamment l'université d'Orléans en 2002. 
Il a reçu plusieurs décorations polonaises (notamment Polonia Restituta) et étrangères, notamment françaises.

### Sources
- « nauka-polska.pl/dhtml/raporty/… »(Archive.org • Wikiwix • Archive.is • Google • Que faire ?)
- (en) « Oct 2020 », sur Europaeum, 10 octobre 2020 (consulté le 1er juin 2023)